# 結生
結生，又称转生、还生，佛教阿毗達摩術語，指有情在前一期生命結束之後，識入母胎，而開始下一期生命。 而南傳佛教巴利論書認為結生心是過去的業果，生後成為有情的基礎心。結生心與有分心、死心是同一心的不同階段。依據南傳佛教巴利論書，結生心是八十九心的第十九心。

## 概論
「結生」這個概念，常見於部派佛教的論書中，在生命開端，有結生心，或結生識，結生入胎是界的作用，使之區別於蘊和取蘊。說一切有部認為結生時唯是染污心，而分別說部認為亦可為不染污心；說一切有部認為結生時可是一切煩惱之心，而譬喻者認為唯是愛心與恚心。
在南傳佛教《清淨道論》中，將結生作為八十九心的十四行相之首。在藏傳佛教的《中有聞教得度》中，記述了結生時有文武百尊顯現。

## 詞語演變
在南傳佛教巴利語三藏聖典中的的中部善星經有作為形容詞的appaṭisandhikā，此詞是延伸名詞，意思是不會再生另外，在同一部經的無諍分別經中有kāmapaṭisandhisukhino這複合詞, 意思是欲生樂 在小部蛇餓鬼說裡，有appaṭisandhiyo作主對格，意思是不再生

在大義釋八誦品中，此詞開始與存在關連，出現punappunapaṭisandhiyā 一次又一次的出生

在經藏時代，此詞極少出現，出現時只作為不再轉生的意思及貪欲生起，也只在幾經出現，而相應部及中部是沒有此詞及相關變格的。在小部也只出現在遠離佛世的經典如餓鬼事及義釋。在經藏時代，仍未把結生與心識連結在一起，那是在論書時代，提出八十九心時，把結生與心識連結起來，而與有分心及死心作同一心而在不同階段現起，此是巴利語系分別說部所獨有的。

《清淨道論》把八十九心依十四種行相而轉起，首個行相就是結生。由於結生、有分及死是同一心而在不同階段現起，故非常非斷見的，不是從生到死都不變的, 若證了阿羅漢果，就沒有結生或再生。死心滅了，結生即生起，生起後亦滅，有分現起。因此南傳佛教巴利語系不承認有中陰身。因為死心滅了，結生即起，中間沒有過渡空間。

## 記載
《大毘婆沙論》承襲了《施設論》对結生時中有起愛、恚二心的記述：
|  | 世尊經中，作如是說：『三事和合，得入母胎：父母俱有染心和合，母身調適無病是時，及健達縛正現在前；此健達縛，爾時二心展轉現前，入母胎藏。』…… 『此健達縛、爾時二心展轉現前、入母胎藏』者，謂：健達縛將入胎時，於父、於母，愛、恚二心，展轉現起，方得入胎。若男中有，將入胎時，於母起愛，於父起恚，作如是念：『若彼丈夫離此處者，我當與此女人交會。』作是念已，顛倒想生，見彼丈夫遠離此處，尋自見與女人和合。父母交會，精血出時，便謂父精是自所有，見已生喜，而便迷悶。以迷悶故，中有麁重，既麁重已，便入母胎。自見己身，在母右脇，向脊蹲坐。爾時，中有諸蘊便滅，生有蘊生，名結生已。若女中有，將入胎時，於父起愛，於母起恚。……諸有情類，多起如是顛倒想已，而入母胎，唯除菩薩，將入胎時，於父父想，於母母想，雖能正知，而於其母，起親附愛，乘斯愛力，便入母胎，餘隨所應，義如前說。 問：中有何處入於母胎？……應作是說：中有入胎，必從生門，是所愛故。由此理趣，諸雙生者，後生為長，所以者何？先入胎者，必後出故。問：菩薩中有何處入胎？答：從右脇入，正知入胎，於母母想，無婬愛故。 |

分別說部反對結生時中有前來，《大智度論》和《瑜伽師地論》等亦有结生時中有現前的說法。

## 學術研究
現代佛教研究者，多從南傳佛教和藏傳佛教入手，將結生有關問題，歸入後有、有輪，及中有等論題中。古代論書記載的結生過程中「顛倒想」涉及特有的性心理，後人引述或對其隱約而言。